# Silver Lake (Los Angeles)
Silver Lake je rezidenční a obchodní čtvrt v centrální oblasti města Los Angeles v Kalifornii. Čtvrť byla postavena kolem městské nádrže, podle které také čtvrť byla pojmenována. Podle sčítání obyvatel v roce 2000 zde žilo 30 972 obyvatel, z nichž 41,8% byli latinskoamerického původu, 34% běloši, 18% Asijští Američané a 18% tvořili Afroameričané.